# Коклюшка

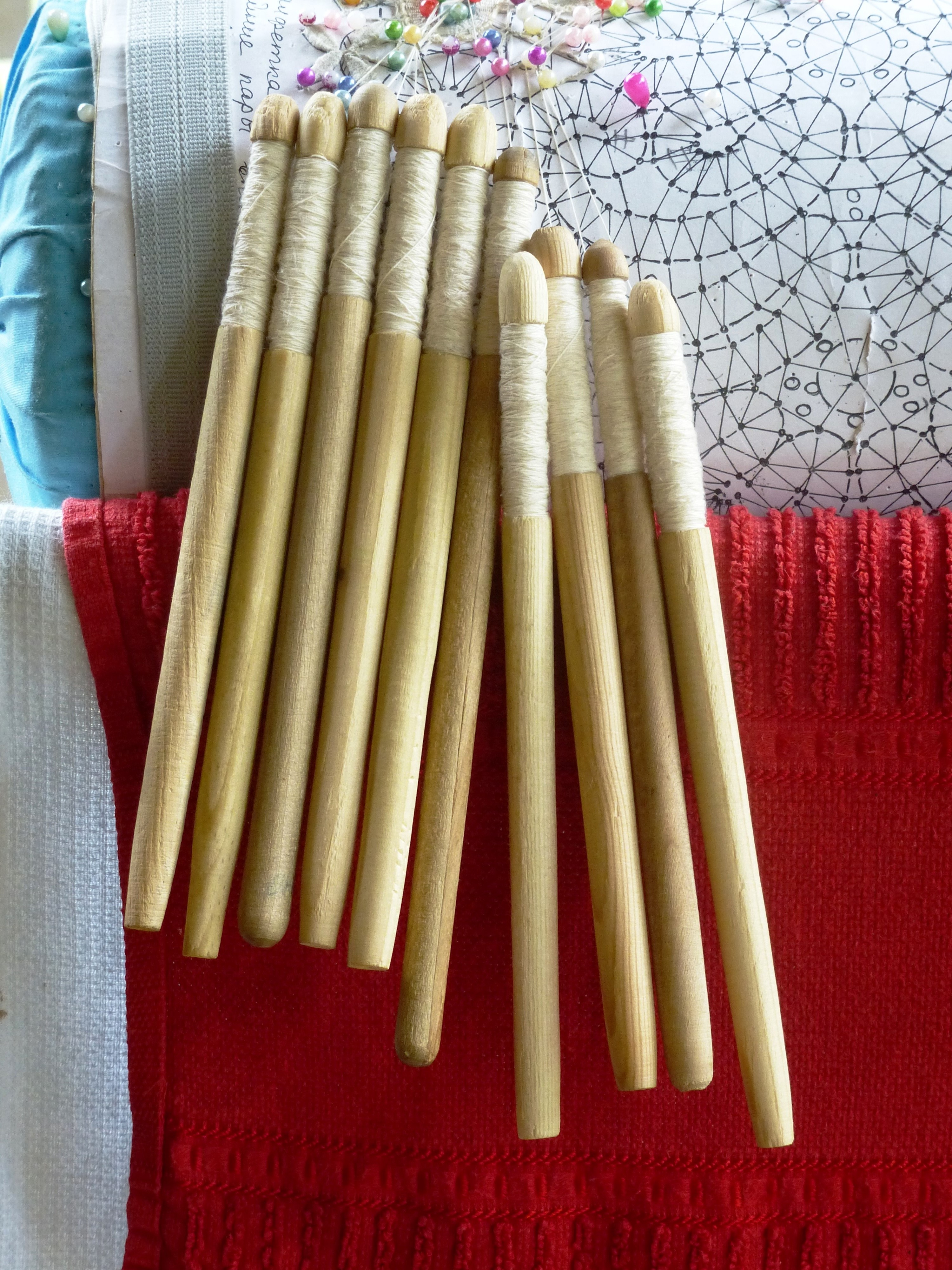
Коклюшки

Коклю́шка (рос. коклюшка, зменшувальна форма від коклюха, що можливо, утворене від клюка) — дерев'яна паличка, на яку намотуються нитки, для плетіння мережива.
Верхня потовщена частина називається голівкою коклюшки (ґудзик), потім йде шийка, далі — ручка.
Плетіння на коклюшках також називають «подушковим мереживом».

## Конфігурація
Коклюшки можуть бути виготовлені з дерева, пластмаси, слонової кістки.
Дерев'яні коклюшки робляться з ялини, клена, вільхи або берези.
Розмір, форма і вага коклюшок залежать від техніки плетіння та використовуваних ниток.
Популярні розміри коклюшок:
- загальна довжина — 170 мм
- довжина шийки — 40 мм
- діаметр шийки — 5-6 мм
- діаметр ручки та головки — 10 мм[2]

## Інструменти для плетіння
Подушка — валик, малюнок мереживного візерунка (сколок), коклюшки та шпильки.
Матеріалом для роботи є бавовняні, шовкові, лляні, вовняні, капронові нитки.